# King Street

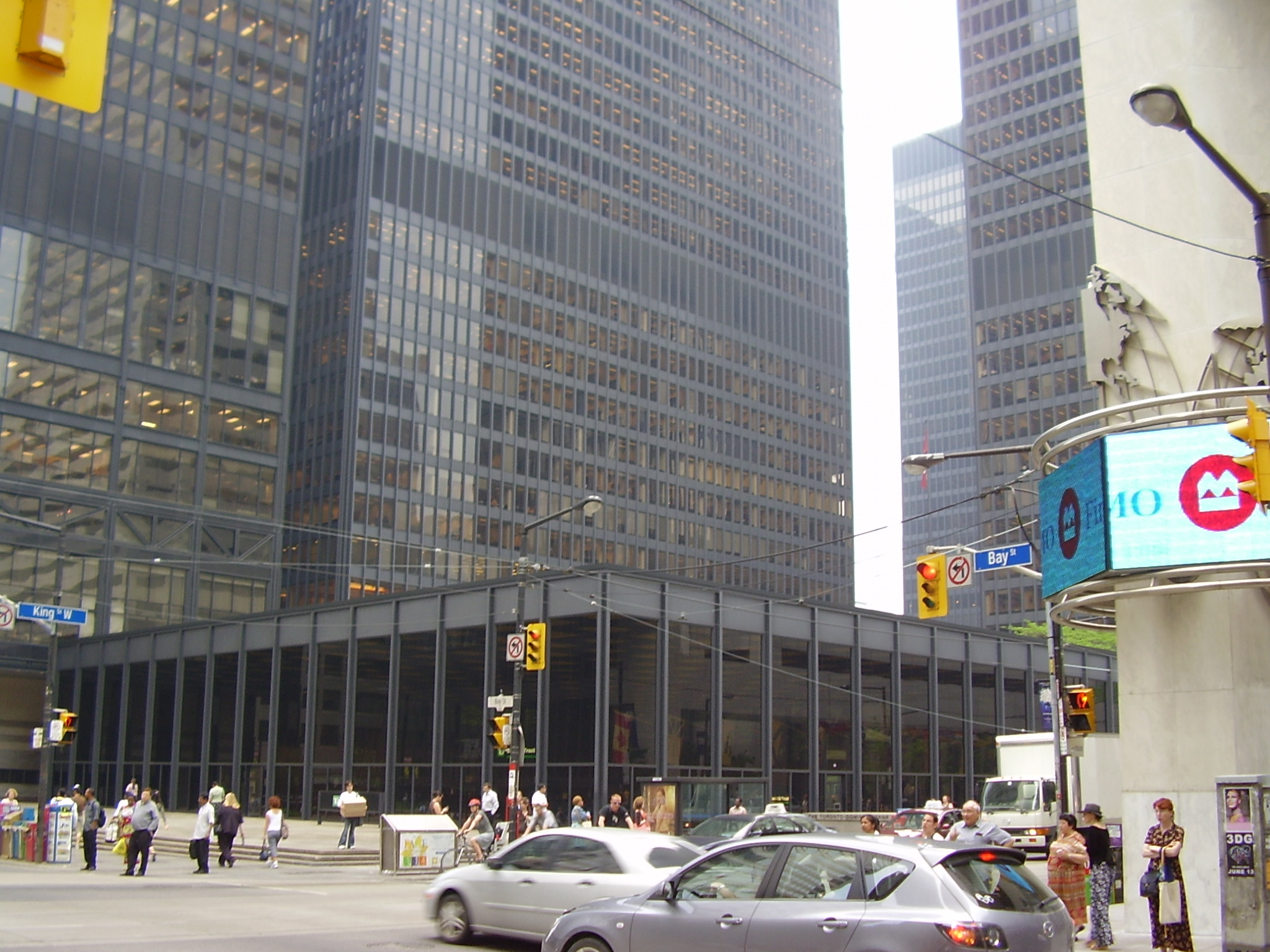
Vista da King Street e do seu cruzamento com a Bay Street, o coração do centro financeiro de Toronto.

A King Street é uma rua arterial localizada em Toronto, Ontário, Canadá. A rua corre em um sentido leste-oeste, com ambos os términos partindo da Queen Street. A rua foi assim nomeada em homenagem ao Rei Jorge III do Reino Unido.
A King Street é comercial em sua maior parte. O cruzamento da rua com a Bay Street é considerada o coração financeiro do Canadá, onde estão localizdas as sedes de quatro dos maiores bancos do país, mais a bolsa de valores da cidade, o Toronto Stock Exchange. O trecho da King Street entre a University Avenue e a Yonge Street abriga os arranha-céus mais altos de Toronto, tais como o First Canadian Place, o Toronto-Dominion Centre e o Commerce Court.
A King Street é uma atração turística popular, devido aos seus restaurantes e discotecas, e ao seus diversos pontos de interesse, tais como o Princess of Wales Theatre, o Royal Alexandra Theatre, a sede do Toronto Sun, o jornal de maior circulação no Canadá, o Canada's Walk of Fame (calçada onde canadenses famosos são homenageados, tais como a Calçada da Fama de Hollywood) e a Roy Thomson Hall.
A linha 504 King do Toronto Transit Commission, uma rota de bonde, corre ao longo da King Street. É a linha de superfície mais movimentada da cidade, movimentando aproximadamente 50 mil passageiros por dia.